# Río Mzingwane
El río Mzingwane, anteriormente conocido como río Umzingwane o río Umzingwani, es un importante afluente de la margen izquierda del río Limpopo en Zimbabue. Nace cerca de Fort Usher, en el distrito de Matobo, al sur de Bulawayo, y desemboca en el río Limpopo cerca de Beitbridge, aguas abajo de la desembocadura del río Shashe y aguas arriba de la del río Bubye.

## Hidrología
El río Mzingwane es un río efímero con caudal generalmente restringido a los meses en que se producen lluvias (noviembre a marzo), registrándose la mayor parte del caudal entre diciembre y febrero, excepto donde ha sido modificado por operaciones de represas. El río aporta el 9,3% de la escorrentía anual media de la cuenca del Limpopo, lo que lo convierte en el tercer afluente más grande de la cuenca del Limpopo. 
Los principales afluentes del río Mzingwane incluyen los ríos Insiza, Inyankuni, Ncema, Umchabezi (que no debe confundirse con Mtshabezi ) y Mtetengwe .
El río Mzingwane inferior es un canal lleno de arena, con extensos acuíferos aluviales en el canal del río y debajo de las llanuras aluviales. El potencial estimado de recursos hídricos de estos acuíferos oscila entre 175.000 m3 y 5.430.0003 en los canales y entre 80.000 m3 y 6.920.0003 en las llanuras. En la actualidad, algunos de estos acuíferos se utilizan para suministrar agua para uso doméstico, para abrevar el ganado y para tanques de inmersión, para el riego comercial y para la horticultura.

## Asentamientos a lo largo del río
Los asentamientos a continuación están ordenados desde el comienzo del río hasta su final:
- Pueblo de Mbalabala
- Ciudad de Gwanda
- Pueblo de West Nicholson
- La ciudad de Beitbridge se encuentra a unos 6 km al ESE de la confluencia del río Bubye y el Limpopo en la frontera con Sudáfrica . Fue establecida en 1929.[3]

## Puentes y cruces

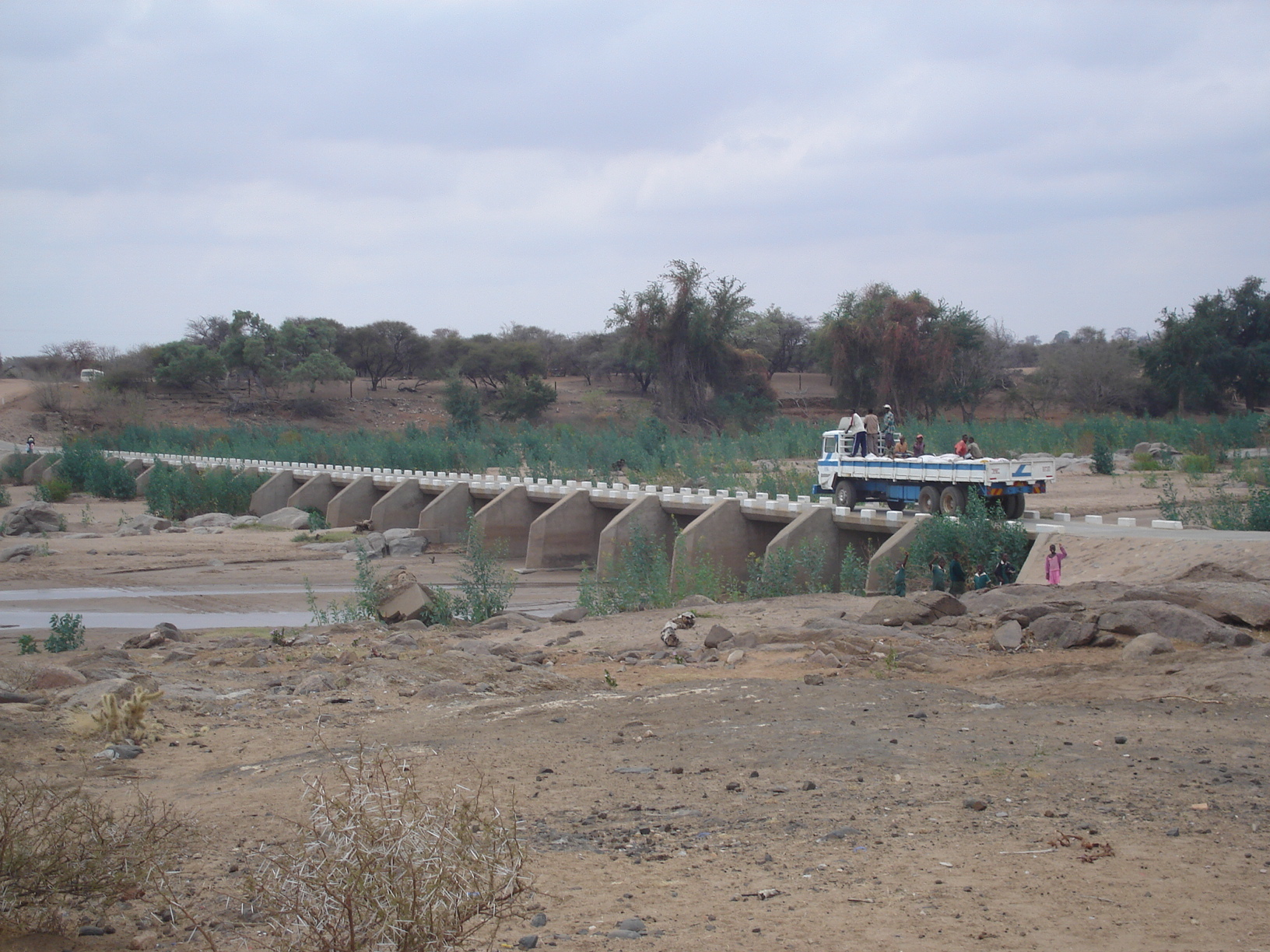
Puente Bertie Knott en el río Mzingwane, cerca de Beitbridge.

Hay cuatro puentes principales sobre el río Mzingwane:
- Puente en la carretera principal Bulawayo - Beitbridge, entre Esigodini y Mbalabala, aguas abajo de la presa Mzingwane . También hay un puente ferroviario.
- Puente en la carretera principal Mbalabala - Masvingo.
- Puente sobre la carretera principal Bulawayo - Beitbridge en West Nicholson, aguas abajo de la confluencia con el río Insiza . También hay un puente ferroviario.
- Puente Bertie Knott, en la carretera de Beitbridge a Shashe Irrigation Scheme, cerca de la desembocadura.

También hay varios vados, que incluyen:
- Dos vados aguas arriba de West Nicholson en las carreteras de Silalabuhwa y Mosholomoshe.
- Vado de Doddieburn, aguas abajo de West Nicholson.
- Desvío de Gems, cerca de Beitbridge.
- Desvío de Fulton, cerca de Beitbridge.

## Desarrollo

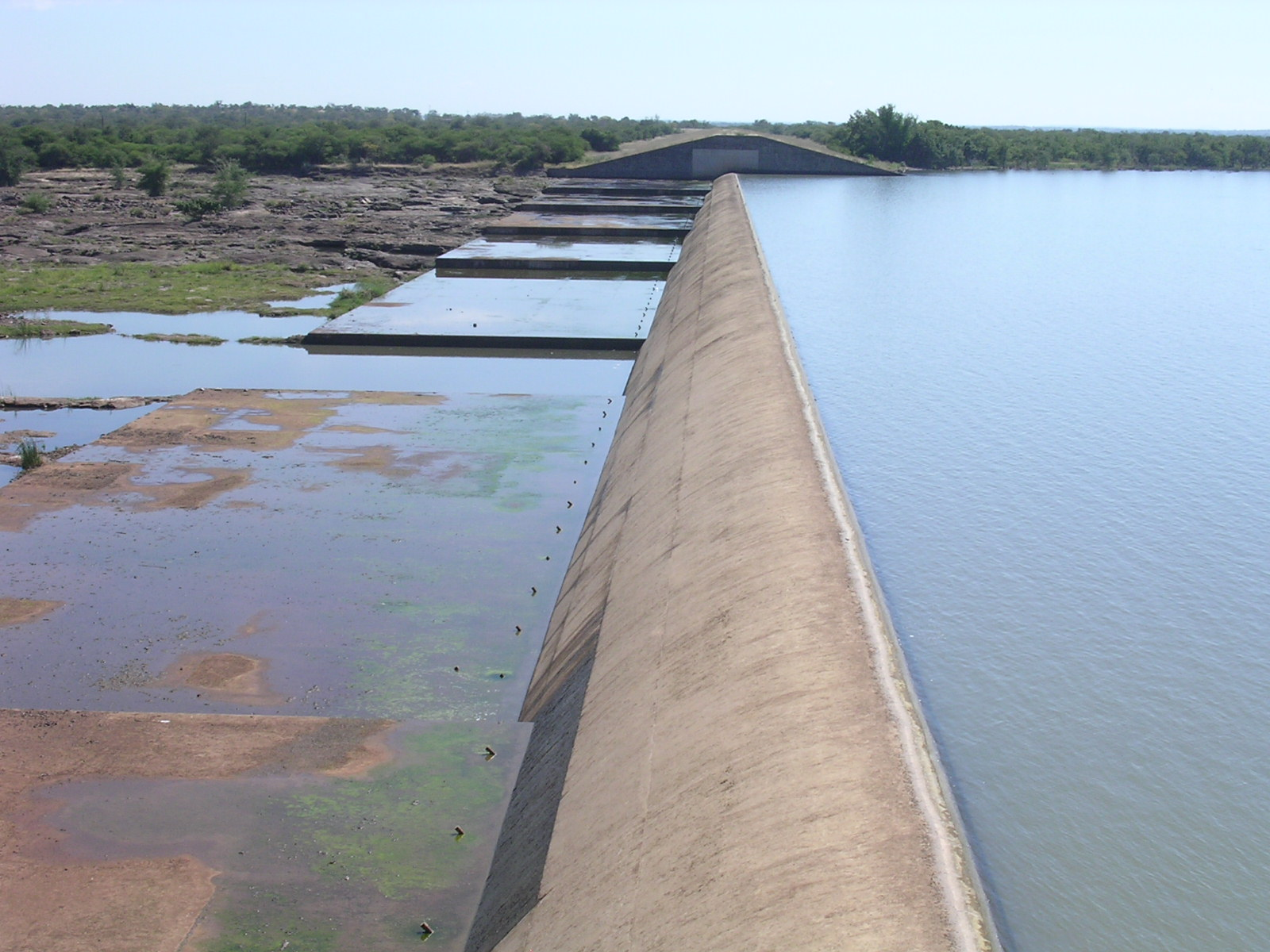
Aliviadero de la presa Zhovhe, cerca de Beitbridge.

Además de una serie de pequeñas presas, hay dos grandes presas en el río Mzingwane:
- Presa de Mzingwane, construida en 1962, con una capacidad de suministro total de 42 MCM ( millones de metros cúbicos ). Se encuentra cerca del nacimiento del río y abastece de agua a la ciudad de Bulawayo .
- Presa de Zhovhe, construida en 1995, con una capacidad de suministro total de 136 MCM. Se encuentra cerca de la confluencia con el río Limpopo y suministra agua para riego a Beitbridge.

Se han identificado sitios de represas adicionales en Glassblock y Oakley Block, pero el desarrollo no está programado actualmente.
Actualmente, está en marcha un proyecto para construir una tubería desde la parte alta del río Mtshabezi (que no debe confundirse con el río Umchabezi) hasta la presa de Mzingwane.